# Richard Keynes
Pour les articles homonymes, voir Keynes (homonymie).
Richard Darwin Keynes ( /ˈ k eɪ n z / KAYNZ ; 14 août 1919 - 12 juin 2010) est un physiologiste britannique.

## Carrière
Keynes est le fils aîné de Geoffrey Keynes et de sa femme Margaret Elizabeth Darwin, fille de George Darwin. Il fait ses études à Oundle School avant de monter au Trinity College de Cambridge. En 1945, il épouse Anne Pinsent Adrian, fille d'Edgar Adrian et de sa femme Hester Pinsent. Ils ont quatre fils, Adrian (1946-1974), Randal Keynes (né en 1948), Roger Keynes (né en 1951), et Simon Keynes (né en 1952).
Il est l'arrière-petit-fils de Charles Darwin, et édite les récits et les illustrations de son arrière-grand-père du célèbre voyage de Darwin à bord du HMS Beagle dans The Beagle Record: Selections From the Original Pictorial Records and Written Accounts of the Voyage of the HMS Beagle, qui remporte les éloges de la New York Review of Books et de la New York Times Book Review .
Pendant la guerre, Keynes est officier expérimental temporaire à l'Anti-Submarine Establishment and Admiralty Signals Establishment (1940-1945), retournant à Cambridge après la guerre pour terminer son diplôme (1re classe, Natural Science Tripos Part II, 1946) . Keynes reste au Trinity College en tant que chercheur entre 1948 et 1952, remportant le prix Gedge en 1948 et le Rolleston Memorial Prize en 1950. Il y est démonstrateur en physiologie (1949–53) ; Maître de conférences (1953-1960); Fellow de Peterhouse (1952-1960, et membre honoraire, 1989); Chef du département de physiologie, et premier sous-directeur (1960-1964), puis directeur (1965-1973); directeur de l'Institut ARC de physiologie animale (1965-1972); professeur de physiologie (1973–87); Membre du Churchill College, en 1961.
En dehors de Cambridge, il est: secrétaire général de l'Union internationale de biophysique pure et appliquée (1972–78), puis vice-président (1978–81) et président (1981–84); président de l'Organisation internationale de recherche sur les cellules (1981-1983) et des réseaux internationaux de biosciences ICSU/Unesco (1982-1993); président de la Fédération européenne des sociétés de physiologie (1991); vice-président de la Royal Society (1965-1968); conférencier croonien (1983); Membre du Eton College (1963-1978); membre étranger de l'Académie royale du Danemark (1971), de l'American Philosophical Society (1977), de l'American Academy of Arts and Sciences (1978) et de l'American Physiological Society (1994).